# Supralibros

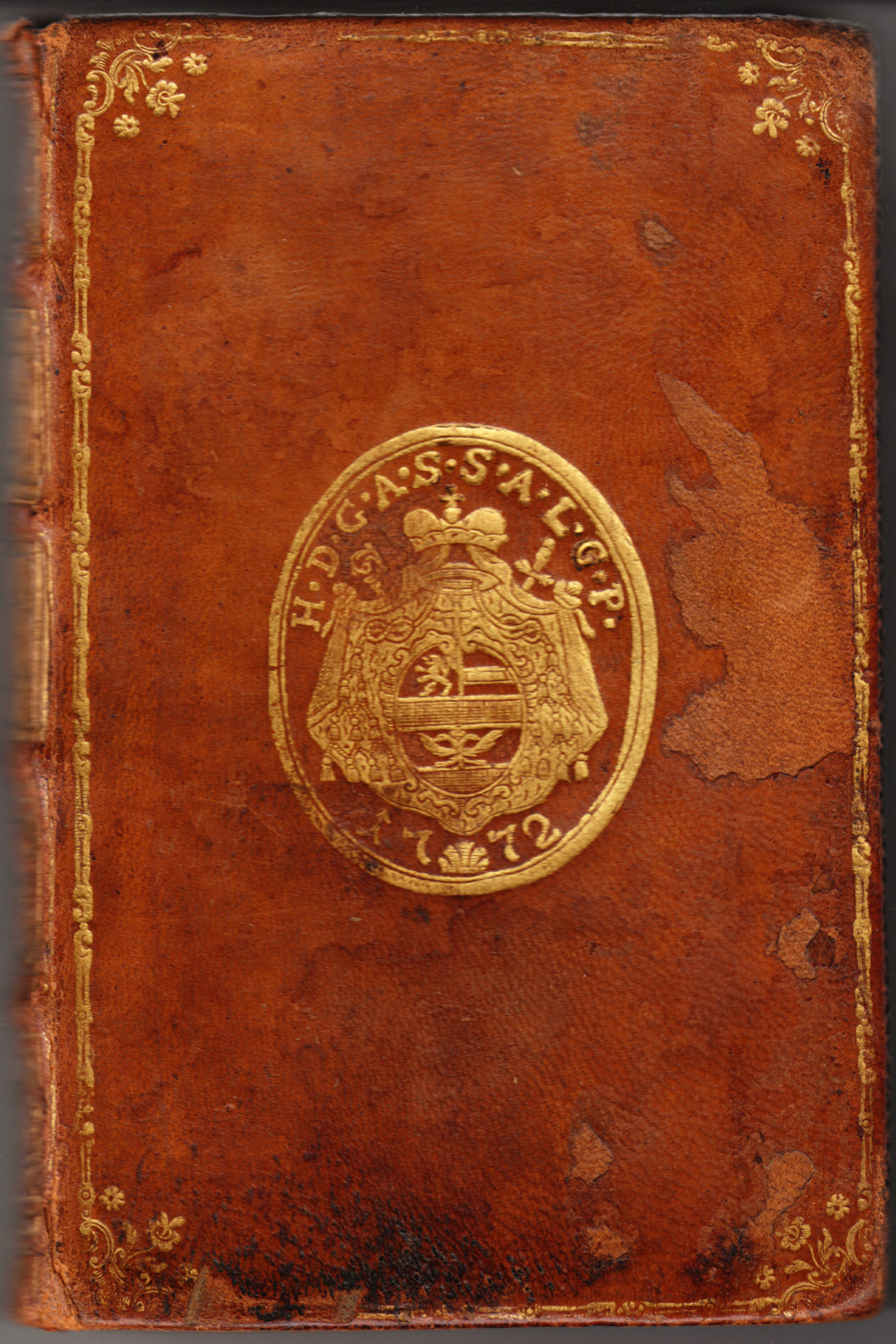
Superlibris amb l'escut d'armes del comte Hieronymus von Colloredo, arquebisbe de l'Arquebisbat de Salzburg (1772).

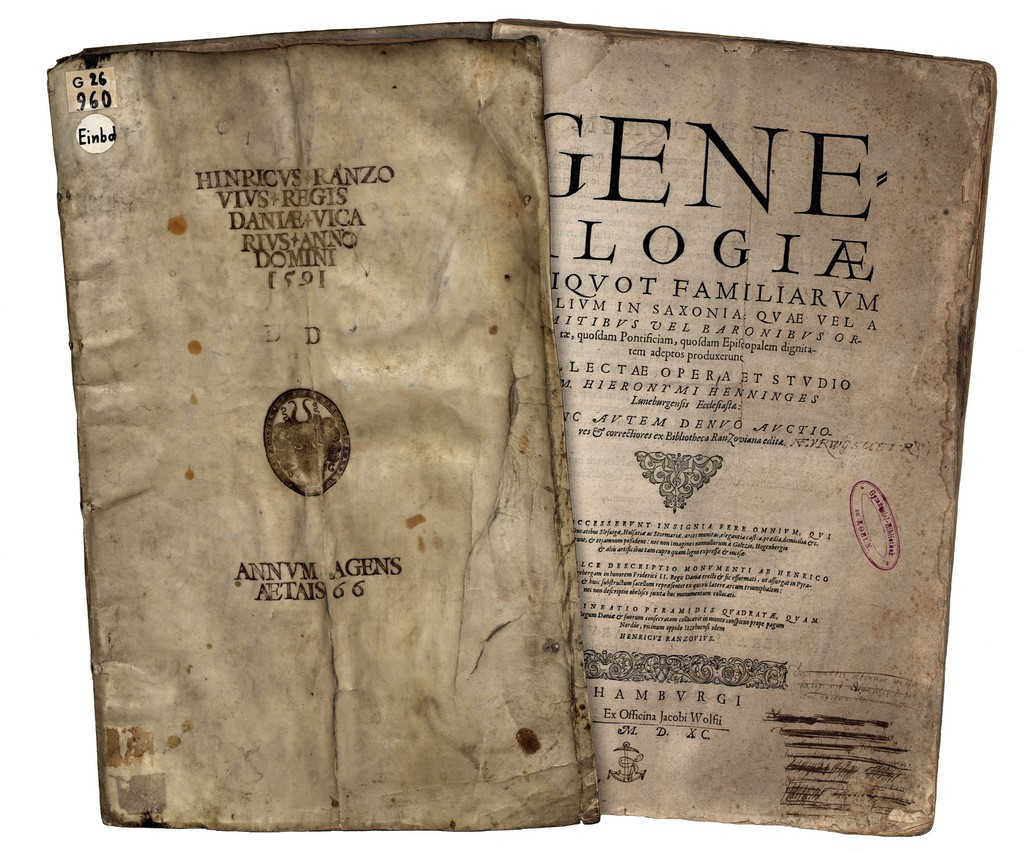
Superlibris d'Heinrich Rantzaus (1591) a la portada d'Hieronymus Henninges: Genealogiae aliquot famliarum nobilium Saxoniae, Hamburg 1590

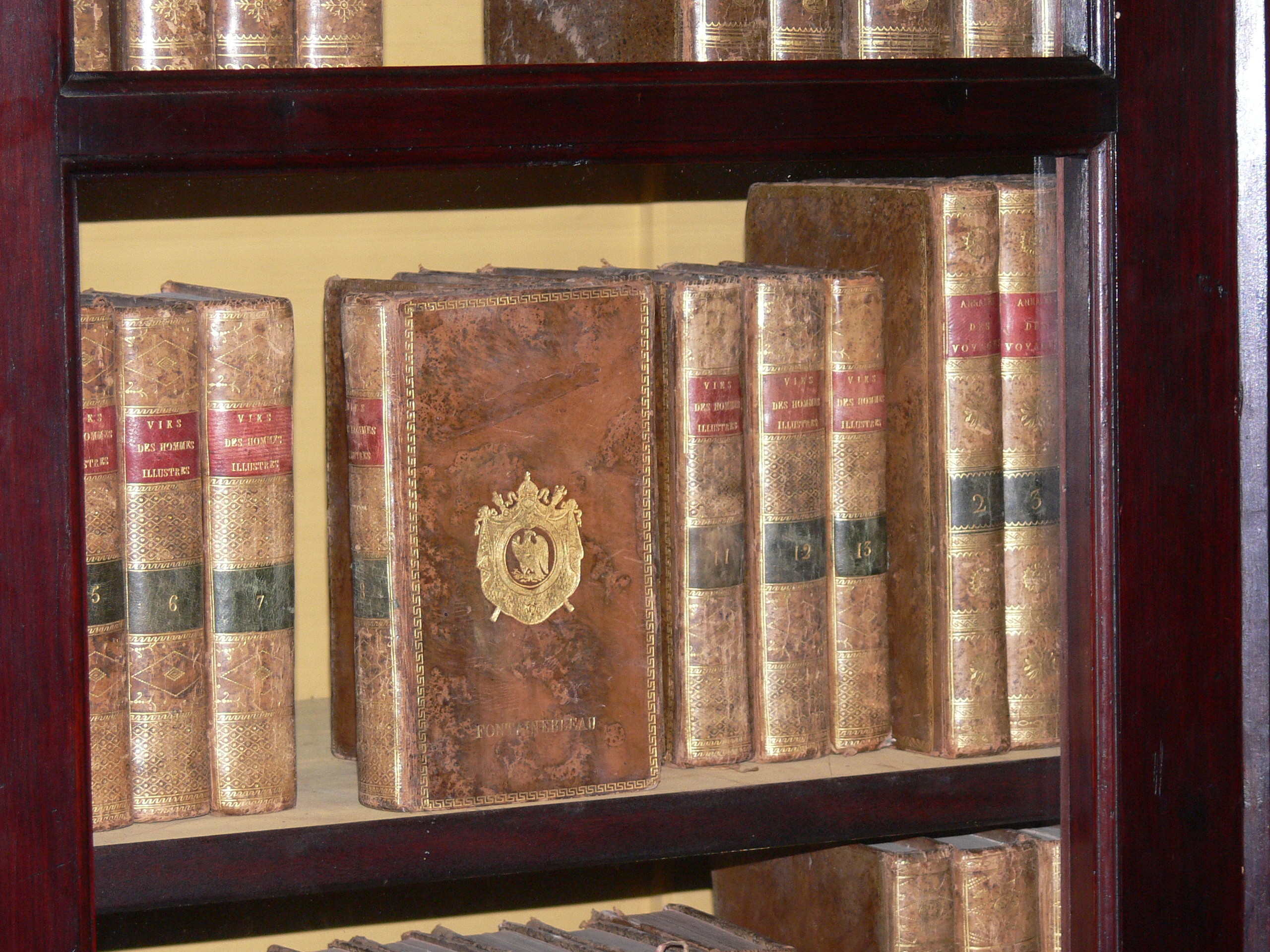
Llibres de la biblioteca de Napoleó Bonaparte amb superlibris.

El supralibros o superlibris és una indicació de propietat d'un llibre que es realitza en l'enquadernació i sol tenir motius heràldics o monogrames que identifiquen el propietari. Segons el Termcat els dos termes són correctes: el més habitual es supralibros, però la influència del terme exlibris ha fet, per similitud, que també s'hagi encunyat, modernament, el segon terme, superlibris.
En el món del llibre, s'han utilitzat principalment tres formes de marcar-ne la propietat, les anotacions manuscrites, l'exlibris i el superalibris. Mentre que els exlibris s'estampen o encolen a l'interior d'un llibre, els superlibris s'apliquen a la coberta del llibre, fet que li dona més rellevància.
La data del superlibris sempre serà posterior a la data d'edició del llibre. Així, s'obté alguna pista de quina època era el propietari del llibre.
Els superlibris poden ser textuals o figuratius. Els primers solen estar formats per frases curtes a les cobertes o les inicials del propietari a la part inferior del llom. Els figuratius, principalment en el centre, solen ser motius simbòlics o heràldics. Es realitzen, principalment, amb pa d'or i en relleu a la coberta superior d'un llibre o a la coberta inferior. De la mateixa manera que els exlibris, els superlibris són, principalment, una expressió d'orgull de l'amo del llibre, la marca del propietari i, molt sovint, un motiu ornamental. A més, també poden tenir la funció d'evitar el robatori i pèrdua del llibre.
S'usaren per primera vegada durant el Renaixement, quan es formaren les primeres grans biblioteques privades. Des de llavors hi ha hagut bibliòfils famosos que utilitzaren els superlibris per augmentar el valor d'un llibre, com el cas d'en Jean Grolier de Servières, vescomte d'Aguisy.